# Michael Glawogger
Michael Glawogger (Graz, 3 de dezembro de 1959 — Libéria, 23 de abril de 2014) foi um realizador e argumentista austríaco.
Frequentou de 1981 a 1982 o San Francisco Arts Institute e, posteriormente, a Wiener Filmakademie, de 1983 a 1989.
À semelhança de Ulrich Seidl, com quem colaborou várias vezes, Glawogger recorre frequentemente à forma do filme (semi-)documental. As suas obras internacionalmente mais reconhecidas, Megacities e Workingman's Death, são documentários com uma construção narrativa elaborada e parcialmente encenada, abordando a temática da globalização sob uma perspectiva crítica.
O crítico de arte português Augusto M. Seabra considerou a sua obra documental "importante (…) e marcadamente conceptual" 
O seu filme mais recente, a comédia Slumming, estreou em fevereiro de 2006 no Festival Internacional de Cinema de Berlim.
Faleceu em 23 de abril de 2014 durante filmagens na Libéria em decorrência de malária.

## Filmografia
- 1989 - Krieg in Wien (em colaboração com Ulrich Seidl)
- 1995 - Die Ameisenstraße
- 1996 - Kino im Kopf
- 1998 - Megacities (documentário)
- 1999 - Frankreich, wir kommen! (documentário)
- 2002 - Zur Lage: Österreich in sechs Kapiteln (em colaboração com Barbara Albert, Ulrich Seidl, Michael Sturminger)
- 2003 - Nacktschnecken
- 2005 - Workingman's Death (documentário)
- 2006 - Slumming